# Petergof
Petergof (russisk: Петергоф, tr. Petergof; tysk: Peterhof) er en by i Petrodvortsovyj rajon i Sankt Petersborg, Rusland. Petergof ligger vest for Sankt Petersborg på sydbreden af Den Finske Bugt og har 80.701 (2023) indbyggere.
Byen huser en række paladser og parker, der blev opført på foranledning af Peter den Store. Peterhofs palads omtales sommetider som "Ruslands Versailles", og hele slotsområdet sammen med den byens centrum blev optaget på UNESCOs verdensarvsliste i 1990 i henhold til kriterierne i, ii, iv og vi.